# Ace Attorney
Ace Attorney (яп. 逆転裁判, Gyakuten Saiban, що перекладається як «Оборотне обвинувачення») — це популярна серія японських відеоігор, розроблених та випущених компанією Capcom. Серія славиться своєю комбінацією детективної розвідки, інтригуючих сюжетів та гри у суді, де гравці беруть на себе роль адвоката, щоб захищати своїх клієнтів від обвинувачень у злочинах. Ace Attorney стала іконою в жанрі візуальних новел та заробила собі велику кількість шанувальників по всьому світу.

## Огляд
Ace Attorney розпочала свій шлях у 2001 році з виходом гри «Phoenix Wright: Ace Attorney» для приставки Game Boy Advance. Головний герой, Фенікс Райт, став адвокатом і взявся захищати клієнтів в суді. Гра отримала велику популярність завдяки заплутаним сюжетам та яскравим персонажам.
Серія Ace Attorney складається з численних продовжень та спін-оффів, включаючи "Phoenix Wright: Ace Attorney — Justice for All, " "Phoenix Wright: Ace Attorney — Trials and Tribulations, " "Apollo Justice: Ace Attorney, " "Phoenix Wright: Ace Attorney — Dual Destinies, " "Phoenix Wright: Ace Attorney — Spirit of Justice, " та інші. Кожна гра розкриває нові сюжети, персонажів і головоломки, які гравці повинні розв'язати, щоб довести невинуватість своїх клієнтів.

## Ігри

### Основна серія
- Phoenix Wright: Ace Attorney
- Phoenix Wright: Ace Attorney – Justice for All
- Phoenix Wright: Ace Attorney – Trials and Tribulations
- Apollo Justice: Ace Attorney
- Phoenix Wright: Ace Attorney – Dual Destinies
- Phoenix Wright: Ace Attorney – Spirit of Justice

### Спін-оффи

#### Ace Attorney Investigations
- Ace Attorney Investigations: Miles Edgeworth
- Ace Attorney Investigations 2

#### The Great Ace Attorney
- The Great Ace Attorney: Adventures
- The Great Ace Attorney 2

#### Professor Layton
- Professor Layton vs. Phoenix Wright: Ace Attorney – кросовер між Ace Attorney та серією ігор Professor Layton.

### Збірки
- Phoenix Wright: Ace Attorney Trilogy містить перші три ігри серії: Phoenix Wright, Justice for All та Trials and Tribulations. Вона була випущена у 2012 для iOS та Android році в Японії та для iOS у 2013 році на Заході. Пізніше портована для Nintendo 3DS у 2014 році та Nintendo Switch, PlayStation 4, Windows і Xbox One у 2019 році. Capcom видалила лише мобільну версію гри для iOS та Android 10 червня 2022 року.
- The Great Ace Attorney Chronicles містить обидві ігри серії The Great Ace Attorney: Adventures і 2: Resolve. Була випущена у липні 2021 року для Nintendo Switch, PlayStation 4 і Windows. Завдяки цій збірці, обидві гри вперше стали офіційно доступні за межами Японії.
- Apollo Justice: Ace Attorney Trilogy містить основні ігри з четвертої по шосту: Apollo Justice, Dual Destinies і Spirit of Justice. Випуск запланований на 25 січня 2024 року для Nintendo Switch, PlayStation 4, Windows і Xbox One.

## Геймплей
Основний геймплей Ace Attorney включає дослідження сцен, збір доказів, ведення розслідування та участь у судових сесіях. Судові сесії — це важливий елемент гри, де гравець відстоює свого клієнта від обвинувачень. Гравцю доводиться допитувати свідків, використовувати знання та докази для спростування обвинувачень і встановлення істини.

## Персонажі
Головним героєм перших трьох ігор є захисник Фенікс Райт (у японській версії —  Ryūichi Naruhodō), якому допомагає ментор на ім'я Майя Фей. У третій грі  Мія Фей вже також стає ігровим персонажем. У четвертій грі головним героєм є адвокат Аполлон Джастіс. У п'ятій грі три головних героя – Фенікс, Аполлон і новий адвокат захисту Афіна Сайкс. В шостій головними героями є Фенікс і Аполлон, тоді як Афіна доступна лише у одній справі. Спіноф The Great Ace Attorney розгортається в Англії наприкінці 19-го століття та розповідає про предка Фенікса на ім'я Рюноске Наруходо.
Кожен персонаж має свій унікальний характер і історію, що додає грі глибину та емоційність.

## Популярність
Ace Attorney здобула широкий розповсюдження та успіх завдяки своїм заплутаним сюжетам, гумору та яскравим персонажам. Гра також отримала аніме-адаптації, комікси, а також стала предметом косплею та фан-арту. Фанати серії пильно чекають на нові випуски та продовження гри.
Ace Attorney — це серія, яка вразила серця гравців та стала класикою у своєму жанрі. Вона дозволяє гравцям відчути себе настоящими адвокатами і розгадувати найскладніші загадки судових процесів. Незважаючи на те, що серія має вже багато років, вона продовжує залишатися популярною і обов'язково зацікавить нових і старих шанувальників.